# Kubo – Der tapfere Samurai
Kubo – Der tapfere Samurai ist ein US-amerikanisches Animationsabenteuer von Travis Knight, das am 13. August 2016 im Rahmen des Melbourne International Film Festivals seine Premiere feierte. Der Film vom Animationsstudio Laika basiert auf einer Geschichte von Shannon Tindle und Marc Haimes. Kubo – Der tapfere Samurai kam am 19. August 2016 in die US-amerikanischen und am 27. Oktober 2016 in die deutschen Kinos.
Im Rahmen der Oscarverleihung 2017 erhielt Kubo – Der tapfere Samurai in zwei Kategorien eine Nominierung, darunter eine als Bester Animationsfilm.

## Handlung
Der junge, einäugige Kubo führt im frühen Japan ein ruhiges und bescheidenes Leben, kümmert sich um seine kranke Mutter Sariatu und betätigt sich als Geschichtenerzähler. Mit einer Shamisen (einer dreisaitigen Laute) kann er Origami-Figuren zum Leben erwecken und dadurch seine Geschichten über seinen Vater, den Samurai Hanzo, noch lebendiger wirken lassen. Er hat viele begeisterte Zuhörer, darunter die Dorfbewohner Hosato, Hashi und Kameyo. Bei Anbruch der Dunkelheit muss Kubo jedoch stets nach Hause zurückkehren, um sich vor seinem Großvater, dem bösen Mondkönig, und den zwei Schwestern seiner Mutter in Acht zu nehmen, die ihm schon eins seiner Augen gestohlen hatten, als er noch ein Baby gewesen war.
Eines Tages, am Feiertag Obon, versucht Kubo mit seinem verstorbenen Vater Kontakt aufzunehmen und macht den Mondkönig und dessen Gehilfinnen auf sich aufmerksam, die ihm sein zweites Auge stehlen wollen. Ab jetzt wird er gejagt und seine einzige Hoffnung ist, eine magische Rüstung zu finden, die ihm beim Kampf helfen könne. Seine Mutter begleitet ihn in Gestalt des Schneeaffen Monkey, außerdem haben sie die Unterstützung eines kleinen Origamikriegers. Auf der Suche nach der Rüstung treffen sie auf den Käfermenschen Beetle, der angibt früher im Gefolge von Hanzo gewesen zu sein. Nun lastet ein Fluch auf ihm und er leidet unter Amnesie. Beetle schließt sich den Gefährten an. Gemeinsam finden sie zunächst in einer Höhle das Schwert „Unzerbrechlich“, doch Kubos Tanten teilen sich auf, um zu verhindern, dass sie auch die restlichen zwei Teile der Rüstung finden. Auf dem Meeresgrund entdeckt Kubo den gesuchten Brustpanzer „Undurchdringlich“, doch wird er von magischen Augen in Trance versetzt. Beetle rettet ihn, während Monkey einen Angriff einer der Tanten abwehrt.
In einem Traum erkennt Kubo den Ort, an dem er das letzte Stück der Rüstung finden kann: Hanzos alte Festung. Dies stellt sich jedoch als Falle heraus und die Gefährten werden von der zweiten Tante angegriffen. Diese offenbart, dass Beetle in Wirklichkeit Hanzo, Kubos Vater, ist, und tötet diesen sogleich. Kubo nutzt die Magie seiner Shamisen und überwältigt seine Tante. Anschließend fliegt er zurück in sein Heimatdorf und findet dort den noch fehlenden Helm „Unverwundbar“. In der nun vollständigen magischen Rüstung fordert er den Mondkönig heraus und besiegt ihn.
An einem neuen Obon-Feiertag nimmt er Kontakt zu seinen verstorbenen Eltern auf, deren Geister tatsächlich neben ihm erscheinen.
Der Originaltitel englisch Kubo and the Two Strings ‚Kubo und die zwei Saiten‘ bezieht sich auf ein Haar seiner Mutter und eine Bogensehne seines Vaters; zwei mächtige Artefakte der Erinnerung, die Kubo im Verlauf des Films erhält.

## Produktion

### Stab und Synchronisation
| Rolle          | Originalsprecher     | Synchronsprecher  |
| -------------- | -------------------- | ----------------- |
| Kubo           | Art Parkinson        | Ben Hadad         |
| Monkey         | Charlize Theron      | Nana Spier        |
| Mondkönig      | Ralph Fiennes        | Joachim Tennstedt |
| Hosato         | George Takei         | Wolfgang Condrus  |
| Hashi          | Cary-Hiroyuki Tagawa | Stefan Bräuler    |
| Kameyo         | Brenda Vaccaro       | Luise Lunow       |
| Die Schwestern | Rooney Mara          | Katrin Fröhlich   |
| Beetle         | Matthew McConaughey  | Benjamin Völz     |

Die Regie übernahm Travis Knight. Die Adaption der ursprünglichen Geschichte erfolgte durch Marc Haimes und Chris Butler.
Art Parkinson übernahm die Sprecherrolle der titelgebenden Hauptfigur Kubo. Hosato und Kameyo, zwei der Zuhörer in seinem Dorf, werden im Original von George Takei und Brenda Vaccaro synchronisiert. Kubos neue Freunde, Monkey und Beetle, werden von Charlize Theron und Matthew McConaughey gesprochen. Ralph Fiennes spricht Kubos Gegner Moon King, und seine beiden Töchter werden beide von Rooney Mara gesprochen.
Die deutsche Synchronisation erfolgte unter der Dialogregie und nach einem Dialogbuch von Oliver Rohrbeck bei der RC Production Kunze & Wunder GmbH & Co. KG in Berlin.

### Dreharbeiten
Der Produktionszeitraum betrug 94 Wochen und umfasst eine ungefähre Arbeitszeit von 1.149.015 Stunden. Die gesamten Produktionskosten liegen bei rund 60 Millionen US-Dollar.

### Filmmusik

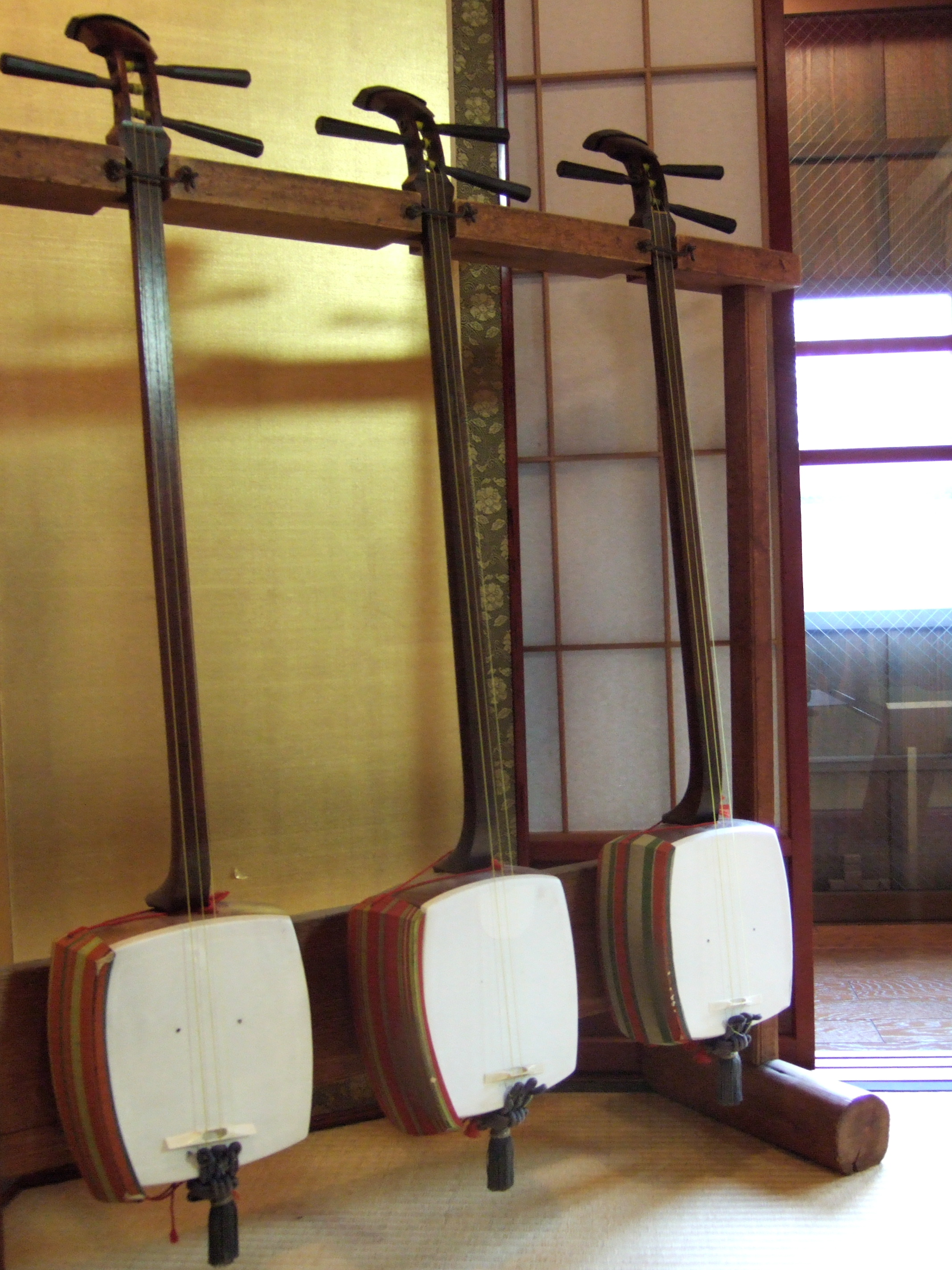
Im Film kämpft Kubo mithilfe einer Shamisen, einem traditionellen japanischen Lauteninstrument, das auch für die Filmmusik eingespielt wurde

Die Filmmusik wurde von Dario Marianelli komponiert. In der Filmmusik finden sich unter anderem Shamisen-Klänge, einem traditionellen japanischen Lauteninstrument. Der Soundtrack zum Film umfasst 16 Lieder, hat eine Länge von 53:11 min und wurde am 5. August 2016 von Warner Bros. Records veröffentlicht.
Im Dezember 2016 wurde der Soundtrack als Anwärter bei der Oscarverleihung 2017 in der Kategorie Beste Filmmusik in die Kandidatenliste (Longlist) aufgenommen, aus denen die Mitglieder der Akademie die offiziellen Nominierungen bestimmten.

### Veröffentlichung
Der Film kam am 19. August 2016 in die US-amerikanischen und am 27. Oktober 2016 in die deutschen Kinos. Eine Veröffentlichung als Blu-ray und auf DVD erfolgte am 22. November 2016. Am 13. Januar 2017 kam der Film in die chinesischen Kinos.

## Rezeption

### Altersfreigabe
In Deutschland ist der Film FSK 6. In der Freigabebegründung heißt es: „Der Film kombiniert japanische Mythen mit moderner Fantasy und zahlreichen Actionszenen, er weist mit einem starken jungen Protagonisten auf, der sich für Kinder und Jugendliche als Identifikationsfigur eignet. Einzelne bedrohliche und martialische Elemente können dabei kleinere Kinder überfordern.“
In seinem Ursprungsland, den Vereinigten Staaten, bekam der Film eine PG-Freigabe, was für Parental Guidance Suggested steht und bedeutet, dass eine erwachsene Begleitperson empfohlen wird. Als Begründung wurden die „thematische[n] Elemente, unheimliche[n] Bilder, Action und Gefahr“ angegeben. (“Rated PG for thematic elements, scary images, action and peril.”)

### Kritiken
Der Film konnte 97 Prozent der Kritiker beim US-amerikanischen Aggregator Rotten Tomatoes überzeugen und war dort damit einer der am besten bewerteten Filme des Jahres 2016. Im Konsens heißt es dort: „Kubo – Der tapfere Samurai stimmt seine unglaubliche Animation auf eine fesselnde – und mutig melancholische – Geschichte ab, die für ein Publikum jeden Alters etwas zu bieten hat.“ (englisches Original: „Kubo and the Two Strings matches its incredible animation with an absorbing – and bravely melancholy – story that has something to offer audiences of all ages. “)

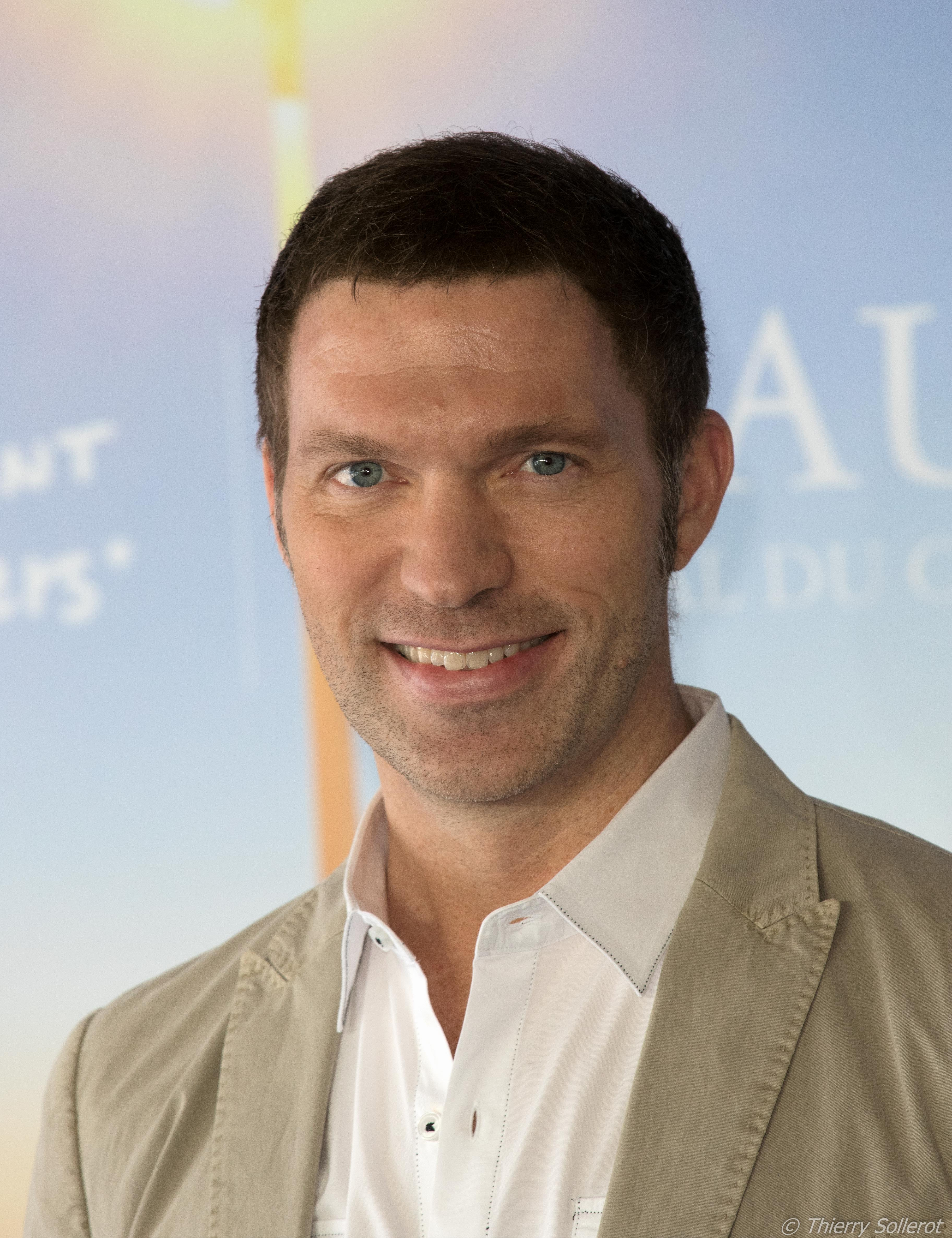
Der Regisseur Travis Knight

Lukas Stern von Spiegel Online spricht von einem bezaubernd filigran und kindgerechten Martial-Arts-Film, der im Stillen an die heikle und für Kinder fraglos ganz besonders diffizile Frage nach dem Tod heranführe.
Johannes Hahn von Robots & Dragons meint, der Film erzähle seine Geschichte manchmal etwas holprig. Der zugrunde liegende Ton sei eigentlich ernst, daher versuche der Film durch immer wieder eingestreute Witze, seine Grundstimmung etwas aufzulockern, was aber nicht immer gelinge, so Hahn, denn teilweise wirke der Humor zu aufgesetzt und zu erzwungen, um wirklich zu zünden.
Von der Deutschen Film- und Medienbewertung wurde Kubo – Der tapfere Samurai mit dem Prädikat besonders wertvoll versehen. In der Begründung heißt es: „In wunderschönen und überaus poetischen Stop-Motion-Bildern, die den Zuschauer in eine fremdartige Welt voller Mythen und Mysterien entführen, erzählt der Film nicht nur von den Identitätsfindung eines Jungen, sondern auch von kindlicher Fantasie und der Magie, die Geschichten auf Zuhörer und Zuseher jeden Alters ausüben. Das ist bisweilen für Kinder recht düster und durch die Fremdartigkeit der Welt der japanischen Samurai auch recht fremdartig, weckt aber zugleich das Interesse für andere Kulturen und deren Geschichten und Erzählungen.“.
Scott Feinberg von The Hollywood Reporter sah im Film einen möglichen Oscar-Kandidaten in der Kategorie Bester Animationsfilm. Im Dezember 2016 wurde bekannt gegeben, dass sich der Film in der reduzierten Vorauswahl für die Kategorie Beste visuelle Effekte der Oscarverleihung 2017 befindet.

### Einspielergebnis
Die weltweiten Einnahmen des Films belaufen sich auf rund 70 Millionen US-Dollar.

### Auszeichnungen
Im Rahmen der Oscarverleihung 2017 erhielt Kubo – Der tapfere Samurai in zwei Kategorien eine Nominierung,  darunter eine als Bester Animationsfilm.
Annie Awards 2016
- Nominierung als Bester Animationsfilm
- Nominierung in der Kategorie Animated Effects in an Animated Production
- Auszeichnung in der Kategorie Character Animation in an Animated Feature Production
- Nominierung in der Kategorie Character Design in an Animated Feature Production
- Nominierung in der Kategorie Directing in an Animated Feature Production
- Auszeichnung in der Kategorie Production Design in an Animated Feature Production
- Nominierung in der Kategorie Storyboarding in an Animated Feature Production
- Nominierung in der Kategorie Voice Acting in an Animated Feature Production
- Nominierung in der Kategorie Writing in an Animated Feature Production
- Auszeichnung in der Kategorie Editorial in an Animated Feature Production[18][19]

British Academy Film Awards 2017
- Auszeichnung als Bester animierter Spielfilm (Travis Knight)[20]

Chicago Film Critics Association Awards 2016
- Auszeichnung als Bester Animationsfilm[21]

Costume Designers Guild Awards 2017
- Nominierung in der Kategorie Excellence in Fantasy Film (Deborah Cook)[22]

Critics’ Choice Movie Awards 2016 (Dezember)
- Nominierung als Bester animierter Spielfilm[23]

Golden Globe Awards 2017
- Nominierung als Bester Animationsfilm[24]

International Film Music Critics Association Awards 2016
- Nominierung als Beste Musik für einen Animationsfilm[25]

National Board of Review Awards 2016
- Auszeichnung als Bester Animationsfilm[26]

Online Film Critics Society Awards 2017
- Auszeichnung als Bester animierter Spielfilm[27]

Oscarverleihung 2017
- Nominierung als Bester Animationsfilm
- Nominierung für die Besten visuellen Effekte

Producers Guild of America Awards 2017
- Nominierung als Bester animierter Kinofilm (Arianne Sutner und Travis Knight)[28]

Satellite Awards 2016
- Nominierung als Bester Animationsfilm[29]

VES Awards 2017
- Nominierung für die Figur Kubo in der Kategorie Outstanding Animated Performance in an Animated Feature
- Nominierung für die Figur Monkey in der Kategorie Outstanding Animated Performance in an Animated Feature
- Auszeichnung in der Kategorie Outstanding Visual Effects in an Animated Feature
- Nominierung für Hanzo's Fortress in der Kategorie Outstanding Created Environment in an Animated Feature
- Nominierung für Waves in der Kategorie Outstanding Created Environment in an Animated Feature
- Nominierung in der Kategorie Outstanding Effects Simulations in an Animated Feature[30]